# أبو ملعقة أوراسي

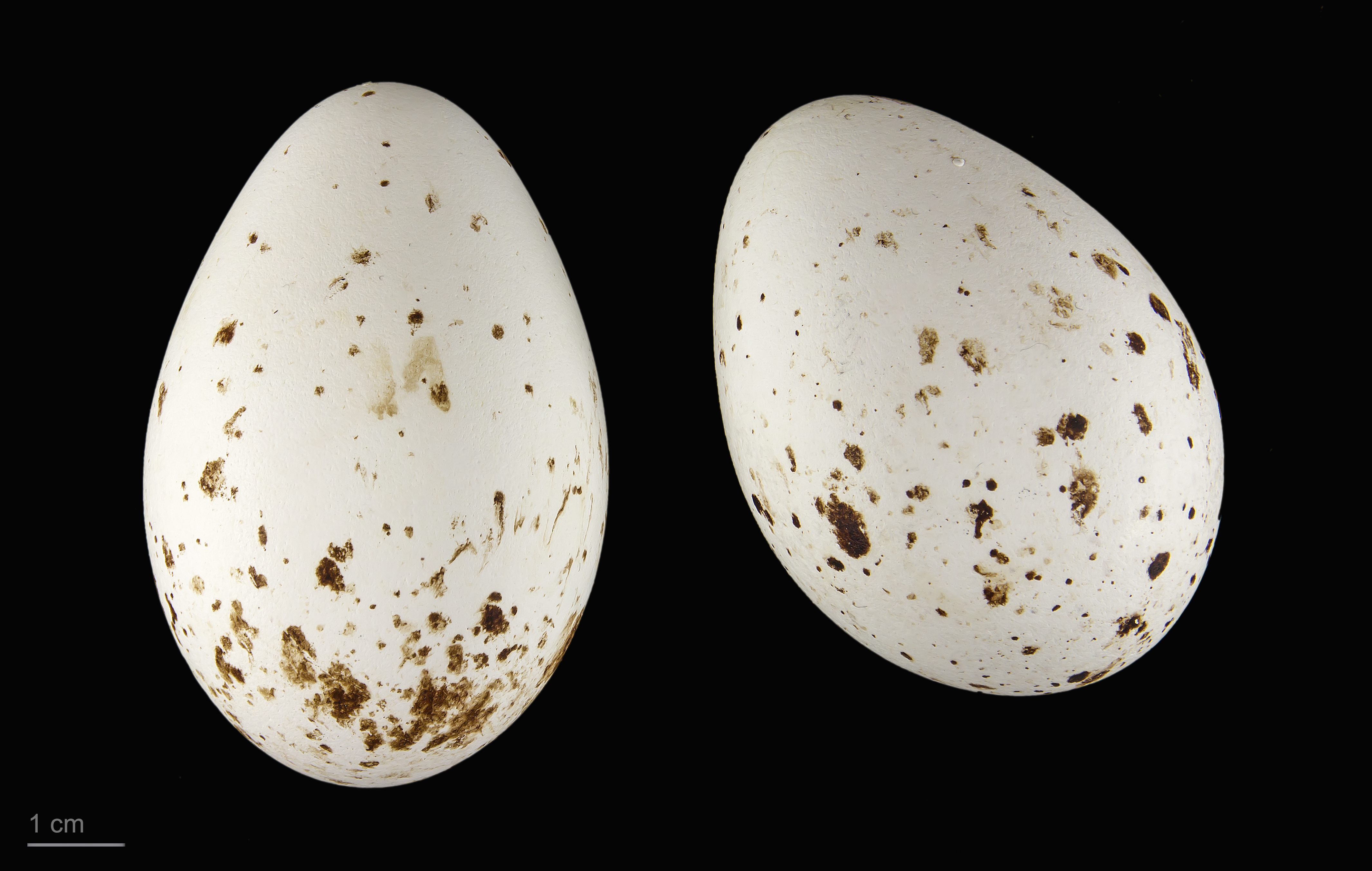
بيض أبو ملعقة الأبيض

أبو ملعقة الأوراسي أو أبو ملعقة الأبيض أو أبو ملعقة فقط (الاسم العلمي: Platalea leucorodia) هو نوع من الطيور المنتمية لجنس أبو ملعقة، له منقار طويل على شكل ملعقة يستخدمها في أكل عوالق، ويتردد هذا النوع على البيئات المائية المفتوحة كالبحيرات الضحلة، ويضع عشه في مستعمرات القصب وأحيانا في الأشجار أو الشجيرات، وهو يشبه من ناحية الشكل واللون لمالك الحزين والبلشون وخلافا لهم فهو يطير ورأسه منتصب إلى الأمام.

## التوزيع
يتواجد أبو ملعقة الأبيض في معظم أوروبا الغربية كفرنسا وإسبانيا وهولندا. ويمكن أن يصل مداه الجغرافي إلى بقاع أفريقيا وآسيا.

## الغذاء
- يتغذى أبو ملعقة الأوراسي على الرخويات والقشريات والأسماك الصغيرة.